# PP-2000
Die PP-2000 (russisch ПП-2000) ist eine russische Maschinenpistole. Sie wurde im  Konstruktionsbüro für Gerätebau (KBP) in Tula entwickelt.

## Geschichte
Die 2001 patentierte Konstruktion wurde erstmals auf der Interpolytech-2004 in Moskau der Öffentlichkeit vorgestellt. Seit 2003 wird die PP-2000 in Serie produziert und ausgeliefert. Die PP-2000 wurde als Nahbereichsgefechtswaffe für russische Polizei- und Spezialeinsatzkräfte und als Personal Defence Weapon für Nicht-Infanterieeinheiten entwickelt.

## Technik
Die PP-2000 ist ein Rückstoßlader mit feststehendem Lauf und unverriegeltem Masseverschluss. Um für die russischen Munitionsarten (GRAU-Index: russisch 7H21 / 7H31) mit panzerbrechender Wirkung eine genügend hohe Verschlussmasse zu erzielen, wurde der Verschluss mit einer über dem Lauf befindlichen, nach vorn herausstehenden Stange versehen, die gleichzeitig den nach beiden Seiten ausklappbaren Durchladehebel, ähnlich dem des G36, an der Spitze trägt. Die Waffe ist jedoch nicht komplett beidhändig bedienbar, da der Feuerwahl- bzw. Sicherungshebel sich nur auf der linken Seite des Kunststoff-Verschlussgehäuses befindet. 
Die Schließfeder ist im hohlen Verschluss und auf einer am Ende des Verschlussgehäuses befestigten Führungsstange geführt. Diese Konstruktion ähnelt sehr dem Verschluss der KK-MPi 69. 
Auf die Laufmündung ist ein geschlitzter Mündungsfeuerdämpfer aufgeschraubt, der durch einen Schalldämpfer ersetzt werden kann.
Für die PP-2000 existieren doppelreihige Stangenmagazine mit einer Kapazität von 20 oder 44 Patronen. Der Magazinschacht ist im Pistolengriff untergebracht.
In den Verschlussdeckel ist die Picatinny-Schiene integriert, wodurch die PP-2000 mit Zielfernrohren und anderen Zielhilfen ausgestattet werden kann. Im Vordergriff befindet sich eine Schnellarretierung für verschiedene Zusatzgeräte wie taktisches Licht oder Laserzielgeräte.
Während bei früheren Versionen ein Reservemagazin als Schulterstütze verwendet wurde, ist das Serienmodell mit einer nach rechts abklappbaren Schulterstütze ausgestattet.
| Munition             | Geschoß    | Masse (g) | V10 (m/s) |
| -------------------- | ---------- | --------- | --------- |
| 9 × 19 mm PSO        | Vollmantel | 7,46      | 335       |
| 7N21 (russisch 7H21) | Hartkern   | 5,40      | 450       |
| 7N31 (russisch 7H31) | Hartkern   | 4,10      | 500       |

Die effektive Reichweite beträgt mit offener Visierung 100, mit Zielhilfen bis zu 200 m.

## Einsatz
Die PP-2000 wird von der russischen Armee und russischen Spezialeinheiten verwendet.

## Galerie

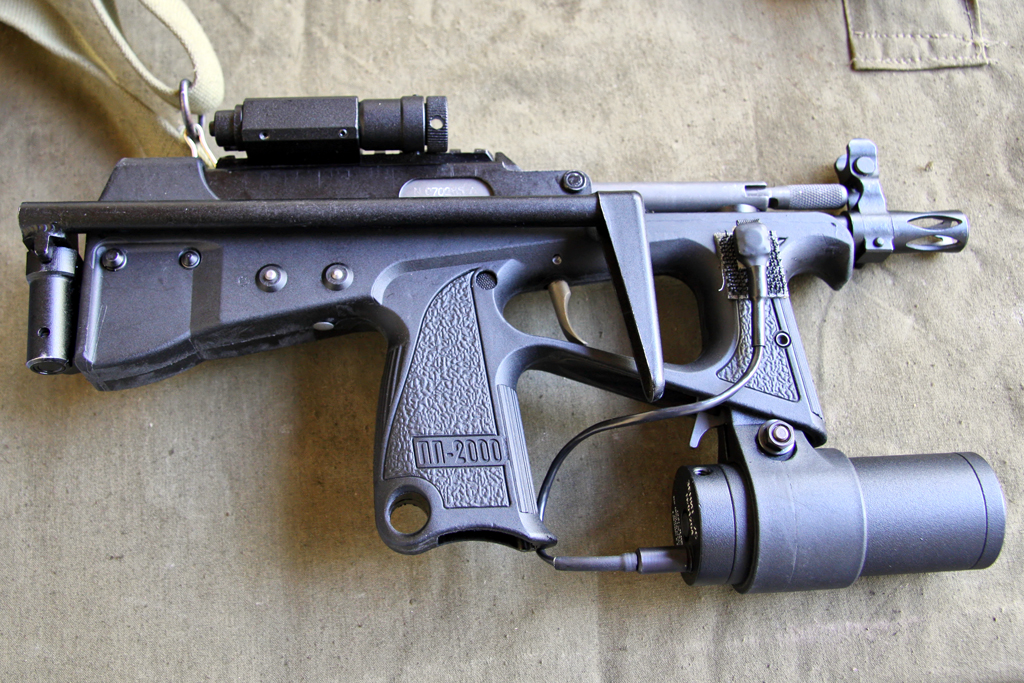
PP-2000 mit Zenit-4TK-Laser, Tactical Light und eingeklappter Schulterstütze
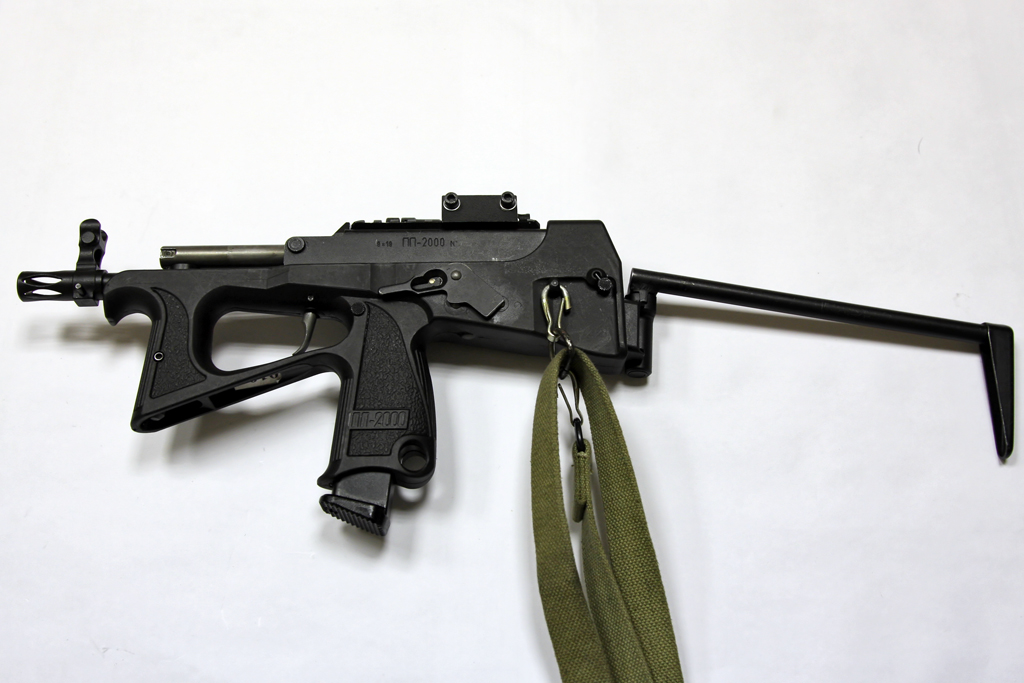
PP-2000 mit ausgeklappter Schulterstütze